# Arilformamidasi
Arilformamidasi è un enzima appartenente alla classe delle idrolasi, che catalizza la seguente reazione:
N-formil-L-chinurenina + H2O  ⇄ formiato + L-chinurenina